# Calleulype placida
Calleulype placida är en fjärilsart som beskrevs av Butler 1878. Calleulype placida ingår i släktet Calleulype och familjen mätare. Inga underarter finns listade i Catalogue of Life.